# К'яра Мастроянні
 К'я́ра Мастроя́нні (італ. Chiara Mastroianni; *28 травня 1972, Париж, Франція) — італійська і французька акторка. Дочка Марчелло Мастроянні і Катрін Денев.

## Біографія
К'яра Мастроянні отримала номінацію на премію «Сезар» за її перший художній фільм «My Favorite Season» (1993), а головну роль грала її мати — Катрін Денев. У наступному році вона з'явилася в Роберта Альтмана у фільмі «Prêt-à-Porter». Її перша головна роль відбулася в 1995 році, у романтичній комедії «Щоденник звабника» (Le Journal du séducteur).

## Фільмографія
- A noi due (À nous deux) (1979)
- Улюблена пора року (Ma saison préférée) (1993)
- À la belle étoile (1993)
- Висока мода / Prêt-à-Porter (1994)
- N'oublie pas que tu vas mourir (1995)
- Tre vite e una sola morte (Trois vies & une seule mort) (1996)
- Злодії (Les Voleurs) (1996)
- Ніде (Nowhere) (1997)
- A vendre — In vendita (À vendre) (1998)
- Il tempo ritrovato (Le temps retrouvé) (1999)
- La lettera (La lettre) (1999)
- Libero Burro (1999)
- Six-Pack (2000)
- Hotel (2001)
- Le parole di mio padre (2002)
- Carnages (2002)
- È più facile per un cammello... (Il est plus facile pour un chameau…) (2003)
- Усі пісні лише про кохання / Les chansons d'amour (2007)
- Персеполіс / Persepolis (2007) (Маржан, голос)
- Racconto di Natale (Conte de Noel) (2007)
- La belle personne (2008)
- Non ma fille, tu n'iras pas danser (film) (2009)
- Homme au bain (2010)
- Курча з чорносливом / Les Bien-aimés (2011)
- Americano (2011)
- Pollo alle prugne (2011)
- Сент-Амур / Saint-Amour (2016)
- Марчелло Міо / Marcello Mio (2024)

## Джерело
1. ↑  Les gens du cinéma
2. 1 2 3  Lundy D. R. The Peerage